# Chorizanthe leptotheca
Chorizanthe leptotheca är en slideväxtart som beskrevs av George Jones Goodman. Chorizanthe leptotheca ingår i släktet Chorizanthe och familjen slideväxter. Inga underarter finns listade i Catalogue of Life.